# Група 4 на периодичната система
Група 4 на периодичната система, известна още като „титаниева група“, е втората от групите на периодичната система съставена от преходни метали. В тази група влизат елементите:
- титан
- цирконий
- хафний
- ръдърфордий

## Физични свойства
Таблицата показва основните физични свойства на елементите от група 4. За ръдърфордия данните са изчислени приблизително.
| Име             | Титан             | Цирконий         | Хафний           | Ръдърфордий      |
| --------------- | ----------------- | ---------------- | ---------------- | ---------------- |
| Точка на топене | 1941 K (1668 °C)  | 2130 K (1857 °C) | 2506 K (2233 °C) | 2400 K (2100 °C) |
| Точка на кипене | 3560 K (3287 °C)  | 4682 K (4409 °C) | 4876 K (4603 °C) | 5800 K (5500 °C) |
| Плътност        | 4.507 g/cm−3      | 6.511 g/cm−3     | 13.31 g/cm−3     | 23.2 g/cm−3      |
| Външен вид      | сребристо-метален | сребристо-бял    | сребристо-сив    | –                |
| Атомен радиус   | 140 pm            | 155 pm           | 155 pm           | 150 pm           |

## Химични свойства
Химичните свойства, които се разглеждат се отнасят за първите три представители на гупата. Свойствата на ръдърфордия не са много добре проучени. Всички елементи от тази група са реактивни метали. Реактивността им, обаче не винаги се забелязва, поради бързото формиране на оксиден слой, който възпрепятства последващо взаимодействие. Оксидите TiO2, ZrO2 и HfO2 са бели твърди вещества с висока температура на топене и устойчиви срещу повечето киселини.
Като четиривалентни преходни метали, представителите на тази група формират неорганични съединения, главно в четвърта степен на окисление. Те са устойчиви на концентрирани основи, но халогените реагират с тях до получаването на съответните тетрахалиди. При високи температури реагират с кислорода, азота, въглерода, бора, сярата и силиция. Поради лантанидното свиване, елементите цирконий и хафний имат почти еднакви йонни радиуси. Йонният радиус на Zr4+ е 79 пикометра, а този на Hf4+ – 78 пикометра.